# L'art dans la ville
L'art dans la ville est un programme de commande publique artistique de Bordeaux Métropole (anciennement Communauté urbaine de Bordeaux ou CUB), dans la volonté de replacer la culture au cœur des processus de fabrication de la ville.
Il a démarré avec la commande d'œuvres d'art contemporain public engagée avec la construction du tramway et se poursuit aujourd'hui dans le projet de commande « Garonne », et dans les réflexions engagées autour du 1% culturel.

## Commande «tramway»
Le programme de commande d’œuvres d'art contemporain a été engagé avec la construction du tramway dans le cadre de la procédure de commande publique du ministère de la Culture, il est réalisé en lien étroit avec les communes et conduit par un comité artistique réuni autour d’Alfred Pacquement, directeur du Musée national d’art moderne / Centre Georges-Pompidou.
La première commande d’œuvres autour de l’aménagement du tramway s’est étalée de 2000 à 2009. L’enveloppe d’1,5 million d’euros (HT) a permis la réalisation de 6 «œuvres sur sites» et de 5 «œuvres de réseau». En 2010, une nouvelle commande a été engagée pour la deuxième phase du chantier du tramway avec une provision de 930 000€ (HT).

### Œuvres

#### Œuvres sur site
- « Plusieurs fois » (2003), Claude Closky, à Cenon. Place de la Morlette. Tram A, station Morlette.
- « Travelling » (2004), Elisabeth Ballet, à Pessac. Tram B, entre les stations Unitec et Saige.

Sculpture de lettres métalliques en acier, recouvertes d'une peinture réfléchissante. Les lettres forment « Sole medere pede ede perede melos », un palindrome latin qui signifie « Solitaire, soigne-toi par la poésie, compose, recompose tes chants ».
- « Lieu-dit » (2005), Michel François, à Lormont; Site de la Buttinière. Tram A station Buttinière.

Quatre sculptures réalisées en acier, en formes d’onomatopées («Pssst», «Oh», «Zzzz» et «Mmm»), réparties au bord de la route, derrière le parc relais et à l’orée du bois tout proche. 
- .« Le lion » (2005), Xavier Veilhan. place Stalingrad. Tram A, station Stalingrad. Statue monumentale d'un lion bleu pixelisé.Le Lion bleu, place de Stalingrad

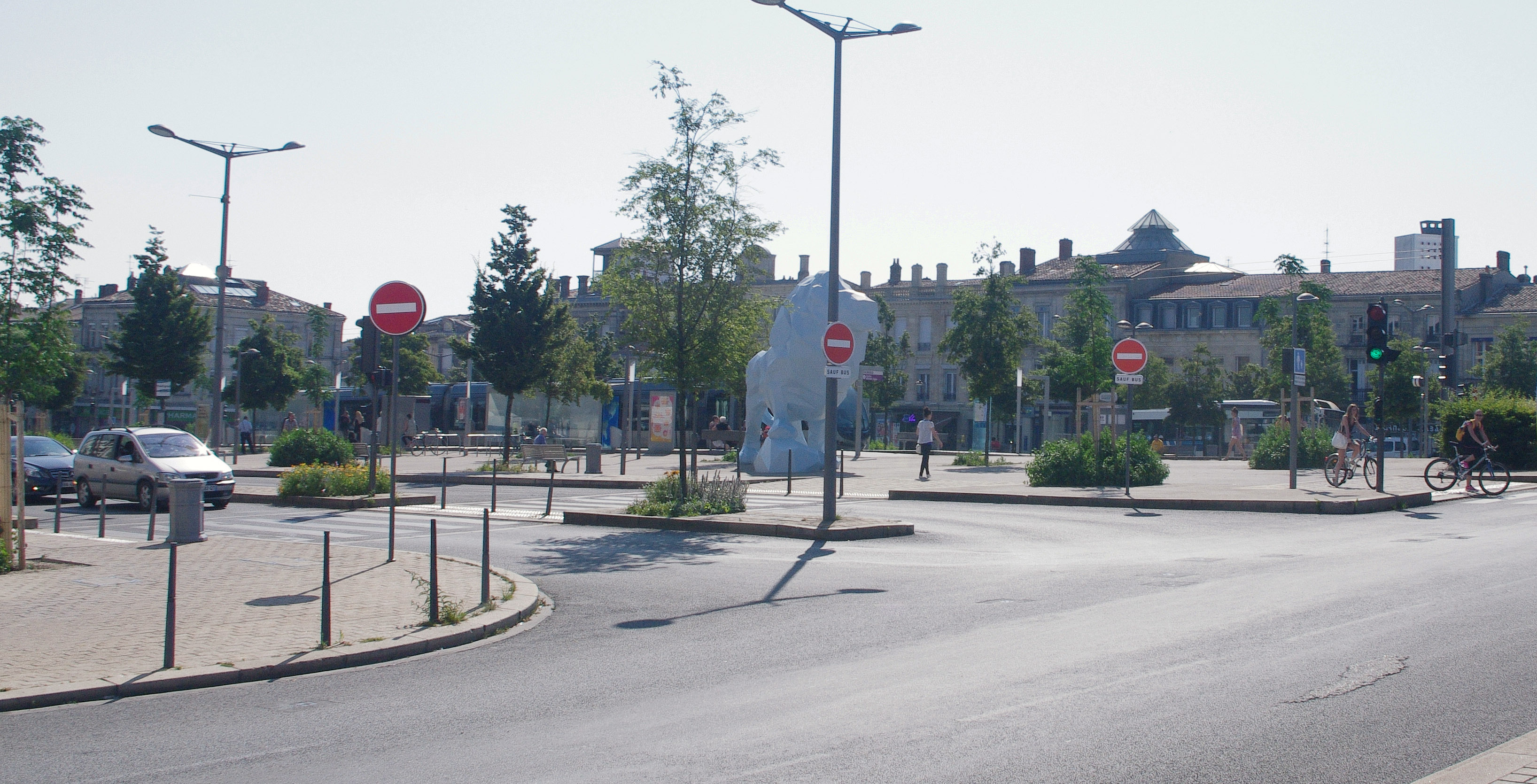
Le Lion bleu, place de Stalingrad

- « Le récit perpétuel » (2007), Melik Ohanian, à Talence; Parc Peixotto, allée Peixotto. Tram B station Peixotto.

Neuf plots qui sont des planètes autour desquelles gravitent des « mots-orbites », mots du vocabulaire scientifique qui produisent, en tournant, un cartographie du langage.
- « La maison aux personnages » (2009), Ilya et Emilia Kabakov : place Amélie Raba Léon. Tram A, station Hôpital Pellegrin.

Inaugurée en présence du ministre de la Culture de l’époque, Frédéric Mitterrand.
- « Respublica » (2009), par Nicolas Milhé. Tram B, station Bassins à flot à Bordeaux. Sur les silos des Bassins à flot à Bacalan.
- « Les fées » (2013), Antoine Dorotte : Tram A, station La Gardette à Bassens Carbon-Blanc
- « Commence alors la grande lumière du sud-ouest », de Pascal Convert. station « Gare de Bègles.
- « Pantalon de jogging et mocassins à pampilles », de Daniel Dewar et Grégory Gicquel. Esplanade du Pin Galant à Mérignac.

Des études de deux nouvelles œuvres sont confiées à  :
- Cécile Beau / Nicolas Montgermont et Ibaï Hernandorena / Pierre Labat pour la station « Ausone » à Bruges
- Stéphanie Cherpin et Berger & Berger pour la station « Gare de Blanquefort »

#### Œuvres du réseau
- « Aux bord’eaux », Stalker. 137 panneaux coupe-vent, sur les stations du réseau qui proposent de découvrir la ville à travers la silhouette des continents créés par Élizabeth de Portzamparc (architecte designer) et sérigraphiés par Stalker, qui voit le monde en bleu. La couleur bleue (les mers et océans) s’oppose au transparent (les continents).
- « 30 secondes », par Valérie Mréjen (2004); œuvre sonore diffusée dans les stations du réseau.
- « Précis de rumeurs locales », par Thierry Lahontâa. plan historié du réseau de tramway
- « Les Tickartes », par Zebra 3 / Buy-sellf (2004) : Type : tickets à collectionner
- « La poudre d’escampette » (2004), par 4 Taxis (duo formé par Michel Aphesbero et Danielle Colomine), roman photo

## Commande «Garonne»
Dans le cadre du Projet métropolitain, la Communauté urbaine a décidé de consacrer 1 % de ses investissements à la culture et a proposé, via la commande artistique, d’associer les artistes aux projets engagés par la CUB autour du fleuve (ponts Jacques-Chaban-Delmas, et Simone-Veil, etc.).
Parmi les œuvres commandées figure Le vaisseau spatial de Suzanne Treister inauguré en juin 2018.